# Unione Sportiva Bari 1930-1931
Questa voce raccoglie le informazioni riguardanti l'Unione Sportiva Bari nelle competizioni ufficiali della stagione 1930-1931.

## Stagione
Nella stagione 1930-1931 il Bari disputa il campionato di Serie B, lo vince con 46 punti appaiato alla Fiorentina, ottenendo entrambe la promozione in Serie A. Promozione sofferta quella ottenuta dai biancorossi pugliesi, allenati dal tecnico danubiano János Hajdu, che raggiungono l'approdo al massimo campionato, solo all'ultima giornata del torneo battendo (2-0) il Parma.

## Divise
Le divise per la stagione '30-'31 sono state le seguenti:
| Prima divisa | Seconda divisa |

## Organigramma societario[2]
Area direttiva
- Presidente: Rag. Alfredo Atti

Area tecnica
- Direttore Sportivo: Avv. Franco Galesi
- Allenatore: Janos Hajdu

## Rosa
| N. |                   | Ruolo | Calciatore          |
| -- | ----------------- | ----- | ------------------- |
|    | Italia (bandiera) | P     | Mario Bossi         |
|    | Italia (bandiera) | P     | Italo Zamberletti   |
|    | Italia (bandiera) | D     | Giuseppe Antonelli  |
|    | Italia (bandiera) | D     | Luigi Caldarulo     |
|    | Italia (bandiera) | D     | Giuseppe Ronca      |
|    | Italia (bandiera) | D     | Rodolfo Tomich      |
|    | Italia (bandiera) | C     | Pio Roberto Alice   |
|    | Italia (bandiera) | C     | Edmondo Della Valle |
|    | Italia (bandiera) | C     | Dario Gay           |
|    | Italia (bandiera) | C     | Guido Gaviglio      |

| N. |                   | Ruolo | Calciatore         |
| -- | ----------------- | ----- | ------------------ |
|    | Italia (bandiera) | C     | Vincenzo Lumia     |
|    | Italia (bandiera) | C     | Lorenzo Paradiso   |
|    | Italia (bandiera) | A     | Giorgio Rossi      |
|    | Italia (bandiera) | A     | Giuseppe Scategni  |
|    | Italia (bandiera) | A     | Piero Bottaro      |
|    | Italia (bandiera) | A     | Gaetano De Marzo   |
|    | Italia (bandiera) | A     | Migliavacca        |
|    | Italia (bandiera) | A     | Francesco Rastelli |
|    | Italia (bandiera) | A     | Raffaele Rossini   |
|    | Italia (bandiera) | A     | Severino Rosso     |

## Calciomercato

### Sessione estiva
| Acquisti | Acquisti            | Acquisti            | Acquisti             |
| R.       | Nome                | da                  | Modalità             |
| -------- | ------------------- | ------------------- | -------------------- |
| P        | Italo Zamberletti   | Lecce               | definitivo           |
| D        | Giuseppe Antonelli  | ASPE                | definitivo           |
| C        | Guido Gaviglio      | Derthona            | definitivo           |
| C        | Edmondo Della Valle | Juventus            | definitivo           |
| C        | Vincenzo Lumia      | Tommaso Gargallo    | definitivo           |
| C        | Dario Gay           | La Dominante        | (30000 £) definitivo |
| C        | Lorenzo Paradiso    | Pro Italia Galatina | definitivo           |
| C        | Severino Rosso      | ?                   | ?                    |
| C        | Giorgio Rossi       | Venezia             | definitivo           |

| Cessioni | Cessioni            | Cessioni         | Cessioni              |
| R.       | Nome                | da               | Modalità              |
| -------- | ------------------- | ---------------- | --------------------- |
| P        | Libero Lodolo       | Molfetta         | definitivo            |
| D        | Luigi Rivolta       | Isotta Fraschini | ?                     |
| A        | Raffaele Costantino | Roma             | (100000 £) definitivo |

## Risultati

### Serie B

#### Girone d'andata
| Arbitro: | Gonani (Ravenna) |

|                          |           |                |
| G. Rossi 31’ Bottaro 89’ | Marcatori | 35’ Puccinelli |

| Arbitro: | Motta (Milano) |

|                         |           |                         |
| Cappelli 25’ Zunino 66’ | Marcatori | 75’ D. Gay 82’ G. Rossi |

| Arbitro: | Sardi (Genova) |

|                |           |                          |
| Spagnolini 75’ | Marcatori | 12’ Bottaro 20’ Rastelli |

| Arbitro: | Scorzoni (Bologna) |

|                        |           |  |
| D. Gay 60’ Bottaro 73’ | Marcatori |  |

| Palermo 26 ottobre 1930, ore 15:30 5ª giornata | Palermo               | 0 – 0 | Bari | Stadio Ranchibile\| Arbitro: \| De Crescenzo (Napoli) \| |
| Arbitro:                                       | De Crescenzo (Napoli) |       |      |                                                          |

| Arbitro: | Benvignati (Roma) |

|                                    |           |             |
| Bottaro 13’ Scategni 26’ Rossi 31’ | Marcatori | 46’ Molinis |

| Arbitro: | Turbiani (Ferrara) |

|                  |           |          |
| Scategni 6’, 72’ | Marcatori | 3’ Barni |

| Arbitro: | Dall'Era (Brescia) |

|          |           |              |
| Mion 51’ | Marcatori | 59’ Scategni |

| Arbitro: | Bruna (Venezia) |

|            |           |  |
| D. Gay 82’ | Marcatori |  |

| Arbitro: | Pessato (Monfalcone) |

|           |           |  |
| Maggi 60’ | Marcatori |  |

| Arbitro: | Giulini (Lodi) |

|                      |           |                           |
| Agosti 39’ Zilli 85’ | Marcatori | 10’ G. Rossi 72’ Scategni |

| Padova 14 dicembre 1930, ore 15:00 12ª giornata | Padova             | 0 – 0 | Bari | Stadio Silvio Appiani\| Arbitro: \| Scorzoni (Bologna) \| |
| Arbitro:                                        | Scorzoni (Bologna) |       |      |                                                           |

| Arbitro: | Sani (Ferrara) |

|                                    |           |                |
| Scategni 28’, 78’, 80’ Bottaro 87’ | Marcatori | 12’ Camisaschi |

| Arbitro: | Cugnini (Ancona) |

|                                    |           |  |
| Patuzzi 37’, 55’ Bonesini 50’, 89’ | Marcatori |  |

| Arbitro: | Caironi (Milano) |

|                 |           |                       |
| D. Gay 68’, 88’ | Marcatori | 2’ Stafetta 5’ Gregar |

| Bari 18 gennaio 1931, ore 14,45 16ª giornata | Bari          | 0 – 0 referto | Atalanta | Campo degli Sports\| Arbitro: \| Scarpi (Dolo) \| |
| Arbitro:                                     | Scarpi (Dolo) |               |          |                                                   |

| Arbitro: | Zaffiri (Genova) |

|  |           |              |
|  | Marcatori | 30’ Scategni |

#### Girone di ritorno
| Lucca 8 febbraio 1931 18ª giornata | Lucchese            | 0 – 0 referto | Bari | Campo di Marte\| Arbitro: \| Corradini (Bologna) \| |
| Arbitro:                           | Corradini (Bologna) |               |      |                                                     |

| Arbitro: | Corradini (Bologna) |

|           |           |  |
| Rosso 10’ | Marcatori |  |

| Arbitro: | Carletti (Ancona) |

|                          |           |  |
| Scategni 42’ Bottaro 80’ | Marcatori |  |

| Tortona 8 marzo 1931 21ª giornata | Derthona           | 0 – 0 referto | Bari | Campo sportivo di Tortona\| Arbitro: \| Bertiato (Venezia) \| |
| Arbitro:                          | Bertiato (Venezia) |               |      |                                                               |

| Arbitro: | Zorzi (Udine) |

|                         |           |            |
| Scategni 44’ D. Gay 72’ | Marcatori | 84’ Radice |

| Arbitro: | R. Barlassina (Novara) |

|                                                  |           |                       |
| Benetti 33’, 60’ Molinis 35’, 39’ R. Zanolla 48’ | Marcatori | 3’, 15’, 45’ Scategni |

| Arbitro: | Lenti (Genova) |

|             |           |  |
| Bertini 56’ | Marcatori |  |

| Arbitro: | Cugnini (Ancona) |

|                                                         |           |           |
| Rastelli 50’ D. Gay 75’ Scategni 77’ (rig.) Bottaro 85’ | Marcatori | 5’ Zambon |

| Arbitro: | Guarnieri (Milano) |

|  |           |             |
|  | Marcatori | 20’ Bottaro |

| Arbitro: | Sansoni (Venezia) |

|                                       |           |  |
| Scategni 5’, 17’, 40’, 80’ D. Gay 83’ | Marcatori |  |

| Arbitro: | Gonani (Ravenna) |

|                                                                    |           |  |
| Scategni 30’, 56’, 81’ Bottaro 71’, 79’ D. Gay 82’ Migliavacca 84’ | Marcatori |  |

| Arbitro: | Mastellari (Bologna) |

|  |           |              |
|  | Marcatori | 21’ Prendato |

| Arbitro: | Guarnieri (Milano) |

|                              |           |                        |
| Trovati 35’ Dalle Vedove 70’ | Marcatori | 4’ D. Gay 55’ Scategni |

| Arbitro: | Sani (Ferrara) |

|                                      |           |             |
| Scategni 30’ D. Gay 49’ Rastelli 82’ | Marcatori | 16’ Dalfini |

| Arbitro: | U. Gama (Milano) |

|                                     |           |  |
| Luchetti 20’, 30’ Stafetta 46’, 66’ | Marcatori |  |

| Arbitro: | Lenti (Genova) |

|  |           |             |
|  | Marcatori | 27’ Bottaro |

| Arbitro: | Cugnini (Ancona) |

|                |           |  |
| Rosso 21’, 83’ | Marcatori |  |

## Statistiche

### Statistiche di squadra
| Competizione | Punti | In casa | In casa | In casa | In casa | In casa | In casa | In trasferta | In trasferta | In trasferta | In trasferta | In trasferta | In trasferta | Totale | Totale | Totale | Totale | Totale | Totale | DR  |
| Competizione | Punti | G       | V       | N       | P       | Gf      | Gs      | G            | V            | N            | P            | Gf           | Gs           | G      | V      | N      | P      | Gf     | Gs     | DR  |
| ------------ | ----- | ------- | ------- | ------- | ------- | ------- | ------- | ------------ | ------------ | ------------ | ------------ | ------------ | ------------ | ------ | ------ | ------ | ------ | ------ | ------ | --- |
| Serie B      | 46    | 17      | 14      | 2       | 1       | 42      | 10      | 17           | 4            | 8            | 5            | 15           | 23           | 34     | 18     | 10     | 6      | 57     | 33     | +24 |

### Statistiche dei giocatori
| Giocatore      | Serie B  | Serie B |
| Giocatore      | Presenze | Reti    |
| -------------- | -------- | ------- |
| R. Alice       | 24       | 0       |
| G. Antonelli   | 34       | 0       |
| M. Bossi       | 1        | ?       |
| P. Bottaro     | 24       | 12      |
| L. Caldarulo   | 1        | 0       |
| E. Della Valle | 23       | 0       |
| G. De Marzo    | 7        | 0       |
| D. Gay         | 31       | 10      |
| G. Gaviglio    | 23       | 0       |
| V. Lumia       | 3        | 0       |
| Migliavacca    | 13       | 1       |
| L. Paradiso    | 16       | 0       |
| F. Rastelli    | 26       | 4       |
| G. Ronca       | 31       | 0       |
| G. Rossi       | 20       | 4       |
| R. Rossini     | 2        | 0       |
| S. Rosso       | 5        | 2       |
| G. Scategni    | 30       | 23      |
| R. Tomich      | 25       | 0       |
| I. Zamberletti | 33       | ?       |